# Suède aux Jeux olympiques d'hiver de 1960
Cet article contient des informations sur la participation et les résultats de la Suède aux Jeux olympiques d'hiver de 1960 à Squaw Valley aux États-Unis. La Suède était représentée par 47 athlètes. 
La délégation suédoise a récolté en tout 7 médailles : 3 d'or, 2 d'argent et 2 de bronze. Elle a terminé au 5e rang du classement des médailles.

## Médailles
| Médaille                            | Nom                                                     | Sport               | Compétition                  |
| ----------------------------------- | ------------------------------------------------------- | ------------------- | ---------------------------- |
| Médaille d'or, Jeux olympiques      | Klas Lestander                                          | Biathlon            | Hommes                       |
| Médaille d'or, Jeux olympiques      | Sixten Jernberg                                         | Ski de fond         | 30 kilomètres hommes         |
| Médaille d'or, Jeux olympiques      | Irma Johansson Sonja Ruthström-Edström Britt Strandberg | Ski de fond         | Relais 3x5 kilomètres femmes |
| Médaille d'argent, Jeux olympiques  | Sixten Jernberg                                         | Ski de fond         | 15 kilomètres hommes         |
| Médaille d'argent, Jeux olympiques  | Rolf Rämgård                                            | Ski de fond         | 30 kilomètres hommes         |
| Médaille de bronze, Jeux olympiques | Kjell Bäckman                                           | Patinage de vitesse | 10 000 mètres hommes         |
| Médaille de bronze, Jeux olympiques | Rolf Rämgård                                            | Ski de fond         | 50 kilomètres hommes         |